# Gravisca

Gravisca ou Graviscae (connue aussi comme Porto Clementino) est une zone archéologique située dans la commune de Tarquinia en  province de Viterbe, dans le Latium.
Gravisca a été le port de la ville étrusque de Tarquinia, situé à 8 km à l'ouest de son centre-ville.
Il est le lieu également de la découverte, à la fin des années 1970, du sanctuaire grec de l'emporion, en l'honneur d'Héra. Les fouilles de Gravisca ont montré la présence des Grecs dans ce port au moins de 580 jusqu'au début du Ve siècle av. J.-C.
Sur le site et sur les ruines étrusques, une colonie romaine a été créée en 181 av. J.-C..

## Histoire
Gravisca est au VIe siècle av. J.-C. ce que les archéologues désignent par le terme grec d'emporion, une espèce de port-franc, où des groupes d'étrangers, principalement des Grecs ioniens, viennent s'installer et pratiquent le culte de divinités de leur pays d'origine. 
Un premier sanctuaire, fort modeste (4,70 m x 3,13 m), est construit vers 580. Il est consacré à Aphrodite, qui est non seulement la déesse de l'amour mais également la protectrice des navigateurs. Les fouilleurs du site ont retrouvé un artefact dédié à la déesse étrusque Turan, indiquant que l'endroit est également fréquenté par des Étrusques, une cohabitation pacifique fort éloignée des relations conflictuelles que l'on décrit souvent entre les deux peuples. Héra, honorée par les Étrusques sous le nom de Uni, et Déméter assimilée à l'étrusque Vei, y sont également présentes. À la fin du siècle, lorsque les Ioniens sont soumis à la pression perse, des marchands originaires d'Égine prennent leur place, comme en témoignent des inscriptions dans leur alphabet. Apollon est également vénéré à Gravisca. Un des ex-voto les plus célèbres est une ancre en marbre portant l'inscription: «Je suis à l'Apollon d'Egine. C'est Sostratos qui m'a consacrée à lui». Ce Sostratos semble être le même individu mentionné par Hérodote à la fin du VIe siècle av. J.-C. comme le plus riche marchand de l'époque.
Au début du Ve siècle av. J.-C., les inscriptions en grec se raréfient. Une perturbation des circuits commerciaux par des conflits entre Grecs et Étrusques, notamment la bataille de Cumes en 474 av. J.-C., pourrait constituer l'explication.  Le sanctuaire, reconstruit et agrandi, n'est plus fréquenté que par des Étrusques, comme le montrent les inscriptions des dédicaces à Turan, Uni et Vei, uniquement en étrusque.
En 181 av. J.-C., les Romains fondent sur le site étrusque une colonie portant le nom, que, faute de mieux, on lui donne encore actuellement.

## Sources
- Fouilles de Gravisca
- Mario Torelli, Gravisca, 1970.
- Mario Torelli Il sanctuario di Hera à Gravisca, La Parola del passato, p. 44-67, 1971.